# Naissance en 1979
Naissance
- 1975
- 1976
- 1977
- 1978
- 1979
- 1980
- 1981
- 1982
- 1983

Les naissances en 1979 concernent les personnalités nées entre le 1er janvier et le 31 décembre 1979.

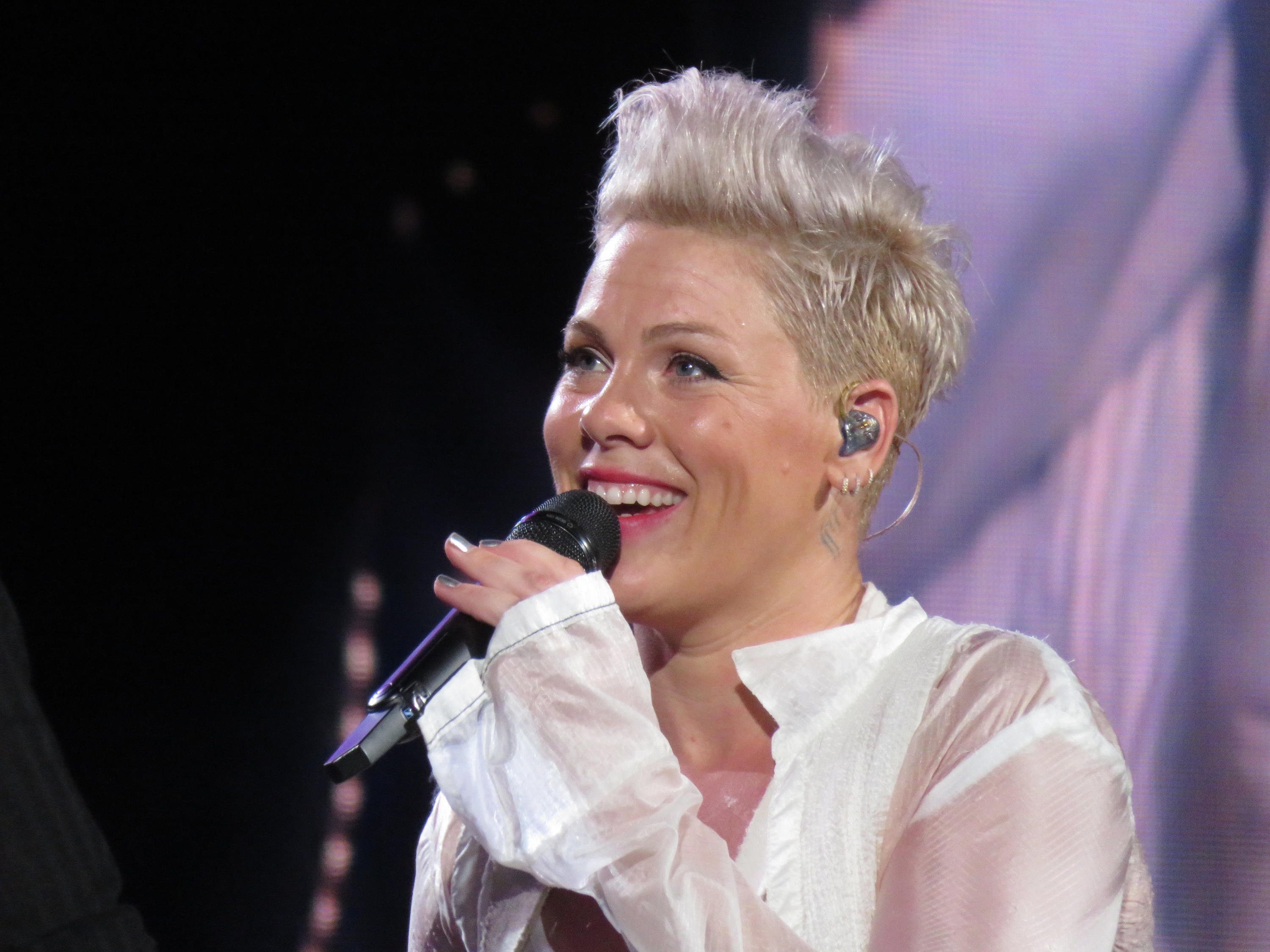
Pink en 2019.

## Janvier
- 1er janvier :
  - Saleh Ali al-Sammad, homme d'État yéménite († 19 avril 2018).
  - Brody Dalle, chanteuse australienne.
  - Fady El Khatib, basketteur libanais.
- 2 janvier :
  - Allessa, chanteuse allemande de schlager.
  - Erica Hubbard, actrice américaine.
- 5 janvier : Marta Wojtanowska, lutteuse polonaise.
- 6 janvier : Comte de Bouderbala, humoriste français et ancien international algérien de basket-ball.
- 7 janvier : Aloe Blacc, chanteur soul, rappeur et musicien américain.
- 8 janvier : 
  - Ashraf Barhom, acteur palestinien.
  - Sarah Polley, actrice, productrice, réalisatrice et scénariste canadienne.
  - Windell D. Middlebrooks, acteur américain († 9 mars 2015).
- 10 janvier : Jawad El Hajri, footballeur marocain.
- 12 janvier :
  - Roland Haldi, snowboardeur suisse.
  - Marián Hossa, joueur de hockey sur glace professionnel slovaque.
  - Andre Hutson, basketteur américain.
  - Julien Kapek, athlète français
  - Romain Maillard, athlète français.
  - Gema Pascual, coureuse cycliste espagnole.
  - Jenny Schmidgall-Potter, joueuse de hockey sur glace américaine.
  - David Zabriskie, coureur cycliste américain.
  - Lee Bo-young, actrice sud-coréenne.
- 13 janvier : Jill Wagner, actrice américaine.
- 14 janvier : Soprano, rappeur, chanteur et compositeur français.
- 15 janvier : Andrea Barberi, athlète italien († 20 décembre 2023).
- 16 janvier : 
  - Aaliyah (Aaliyah Dana Haughton), chanteuse américaine († 25 août 2001).
  - Olivier Bal, écrivain français, auteur de polar et de thriller.
- 17 janvier : Asbjørn Sennels, joueur de football danois († 9 juillet 2023).
- 18 janvier : 
  - Jay Chou, chanteur, musicien et acteur taïwanais.
  - Roberta Metsola, femme politique maltaise.
  - Leo Varadkar, homme politique irlandais.
- 20 janvier : 
  - Rob Bourdon, batteur du groupe de rock américain Linkin Park.
  - Sargis Galstyan acteur et metteur en scène arménien.
- 21 janvier : 
  - Élodie Navarre, actrice franco-autrichienne.
  - Brian O'Driscoll, joueur de rugby irlandais.
  - Jan-Willem Gabriëls, rameur néerlandais.
  - Judith Esseng Abolo, judokate camerounaise.
  - Zuzana Klimešová, joueuse de basket-ball tchèque.
- 24 janvier : Jennifer Alden, actrice américaine.
- 25 janvier : Christine Lakin, actrice américaine.
- 26 janvier : 
  - Jesús Millán, matador espagnol.
  - Sara Rue, actrice et productrice américaine.
  - Jean Pormanove, vidéaste web et streameur français († 18 août 2025).
- 27 janvier :
  - Alessandra Leão, chanteuse, compositrice, percussionniste et productrice de musique populaire brésilienne.
  - Rosamund Pike, actrice britannique.
- 31 janvier : Daniel Tammet, homme de lettres britannique.

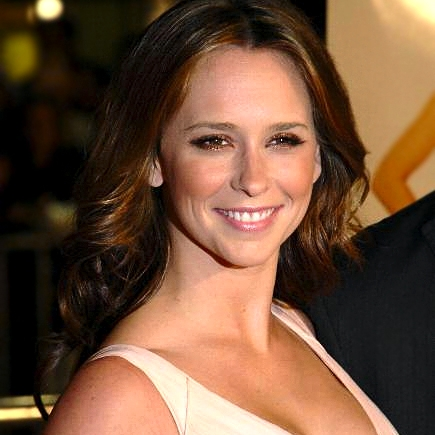
Jennifer Love Hewitt en 2008.

## Février
- 1er février : 
  - Ana Alexander, actrice serbe.
  - Anne-Sophie Mondière, judokate française
- 4 février : Mareva Galanter, chanteuse, actrice, animatrice et mannequin française.
- 5 février : Paulo Gonçalves, pilote de rallye-raid et de motocross portugais († 12 janvier 2020).
- 6 février : Dan Bălan, chanteur et compositeur moldave, ancien membre d'O-Zone.
- 9 février : Zhang Ziyi, actrice chinoise.
- 11 février : Rima Abdul Malak, personnalité politique franco-libanaise.
- 15 février : 
  - Meriem Amellal, journaliste et présentatrice franco-algérienne.
  - Luis Fernando Camacho, homme politique bolivien.
- 16 février : 
  - Dorothée Pousséo, actrice française.
  - Valentino Rossi, pilote moto italien.
- 17 février : Jackson Hurst, acteur américain.
- 19 février : Vitas, chanteur russe d'origine ukrainienne.
- 21 février :
  - Jennifer Love Hewitt, actrice productrice, scénariste et chanteuse américaine.
  - Nathalie Dechy, joueuse de tennis française.
  - Jordan Peele, acteur américain.
- 23 février : 
  - Erika Ervin, mannequin et actrice américaine.
  - Maria Stepanova, basketteuse russe.
- 25 février : Ricardo Anaya Cortés, avocat et homme politique mexicain.
- 26 février : Fares Mekhalfi, footballeur algérien.
- 27 février : Sebastian Dey, chanteur allemand.

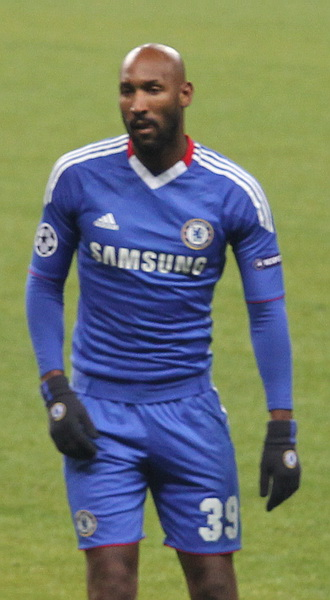
Nicolas Anelka en 2010.

## Mars
- 2 mars : Nancy Agag, chanteuse soudanaise.
- 5 mars : Simon Hallenbarter, biathlète suisse († octobre 2022).
- 6 mars : Miniya Chatterji, universitaire indienne.
- 7 mars : Ricardo Rosselló, neuroscientifique, professeur d'université et homme politique portoricain.
- 8 mars :
  - Tom Chaplin, chanteur britannique, membre du groupe Keane.
  - Jessica Jaymes, actrice américaine de films pornographiques et mannequin de charme († 17 septembre 2019).
  - Sonia Zitouni, lutteuse tunisienne.
- 9 mars : Melina Pérez, catcheuse professionnelle américaine, membre de la WWE.
- 10 mars : Mohamed Amine Aït Zeggagh, footballeur algérien.
- 11 mars :
  - Joel Madden, chanteur du groupe Good Charlotte.
  - Benji Madden, guitariste du groupe Good Charlotte.
- 12 mars : Pete Doherty, chanteur anglais.
- 13 mars : Lee Ki-won (ou Kiggen), rappeur et producteur coréo-japonais, membre du groupe Phantom
- 14 mars : 
  - James Jordan, acteur américain.
  - Nicolas Anelka, footballeur français.
- 15 mars : A’salfo, chanteur ivoirien.
- 17 mars : 
  - Samoa Joe, catcheur américain.
  - Stormy Daniels, actrice pornographique américaine.
- 18 mars :
  - Adam Levine, chanteur américain, leader de Maroon 5.
  - Danneel Ackles, actrice américaine
- 19 mars : 
  - Tawny Roberts, actrice américaine.
  - Jo Butterfield, athlète handisport britannique.
- 20 mars : Faustine Bollaert, journaliste, animatrice de télévision et animatrice de radio française.
- 22 mars :
  - Vani Hari, blogueuse américaine.
  - Claudia Letizia, danseuse, actrice et mannequin italienne.
  - Aaron North, guitariste et ex-membre de Nine Inch Nails.
- 23 mars : Mônica Agena, autrice-compositrice-interprète brésilienne.
- 29 mars : Estela Giménez, gymnaste rythmique espagnole.
- 30 mars : Norah Jones, chanteuse américaine.

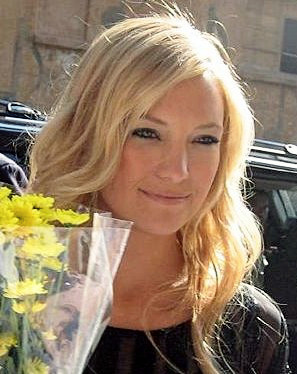
Kate Hudson en 2006.

## Avril
- 2 avril : Frédéric Lecanu, judoka français.
- David Ployer, chanteur français
- 3 avril : Grégoire, chanteur français.
- 4 avril : Heath Ledger, acteur australien († 22 janvier 2008).
- 5 avril : Guillaume Philippon, athlète français.
- 8 avril : Alexi Laiho, ex-chanteur-guitariste du groupe de black métal finlandais Children Of Bodom († 29 décembre 2020).
- 9 avril : Katsuni, coach en développement personnel et ex-actrice pornographique française.
- 10 avril :
  - Pávlos Fýssas, rappeur et antifasciste grec († 18 septembre 2013).
  - Sophie Ellis-Bextor, chanteuse britannique.
- 12 avril :
  - Claire Danes, actrice américaine.
  - Jennifer Morrison, actrice américaine.
- 18 avril : Majid Berhila, humoriste et comédien français.
- 19 avril : Kate Hudson, actrice américaine.
- 21 avril : Nicolas Bedos, dramaturge, acteur et humoriste français.
- 22 avril : Aziz Makhlouf, footballeur algérien.
- 23 avril :
  - Jaime King, actrice américaine.
  - Nicolas Portal, coureur cycliste français († 3 mars 2020).
- 26 avril : Ariane Brodier, comédienne, présentatrice et humoriste française.
- 29 avril : Matt Tong, batteur anglais du groupe Bloc Party.

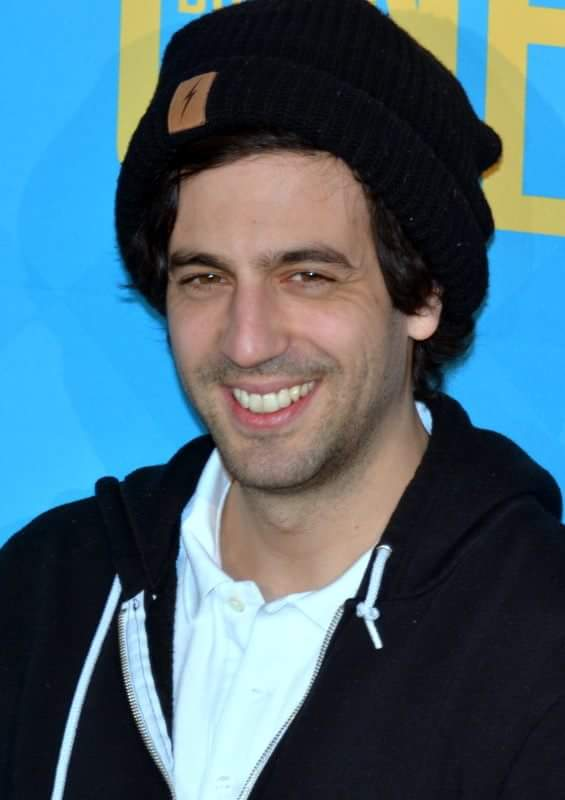
Max Boublil en 2015.

## Mai
- 2 mai : Aissatou Barry, nageuse guinéenne.
- 6 mai : Abdoulaye Soma, juriste, entrepreneur et homme politique burkinabé.
- 7 mai :
  - Élodie Lussac, gymnaste française.
  - "El Lobo" (Charlie Laloë), matador français.
- 8 mai : Graziela Kunsch, artiste brésilienne.
- 9 mai : Pierre Bouvier, chanteur canadien du groupe Simple Plan.
- 10 mai : Marieke Vervoort, athlète handisport belge († 22 octobre 2019).
- 12 mai : Galina Chirchina, femme politique russe.
- 14 mai :
  - Edwige Lawson-Wade, basketteuse française.
  - Mickaël Landreau, footballeur français.
- 17 mai : Max Boublil, humoriste, acteur et chanteur français.
- 19 mai : 
  - Tunisiano, rappeur français.
  - Vegard Urheim Ylvisåker, humoristique norvégien du duo Ylvis.
- 20 mai : 
  - Steve Hooi, acteur néerlandais.
  - Jana Pallaske, actrice, chanteuse et musicienne allemande.
- 21 mai :
  - Gaspard Augé, musicien français, membre du groupe Justice
  - Briana Banks, actrice pornographique américaine.
  - Jesse Capelli, actrice pornographique canadienne.
- 22 mai : Frank Geney, acteur français († 18 juillet 2013).
- 23 mai :
  - Rasual Butler, joueur de basket-ball américain († 31 janvier 2018).
  - Michal Česnek, joueur de hockey sur glace slovaque († 20 août 2015).
- 25 mai :
  - Angie Sanclemente Valencia, ancienne mannequin devenue trafiquante de drogues.
  - Jonny Wilkinson, joueur de rugby anglais.
- 26 mai : 
  - Ashley Massaro, catcheuse américaine († 16 mai 2019).
  - Elisabeth Harnois, actrice américaine.
- 29 mai : Ismaïla Sy, joueur de basket-ball français.

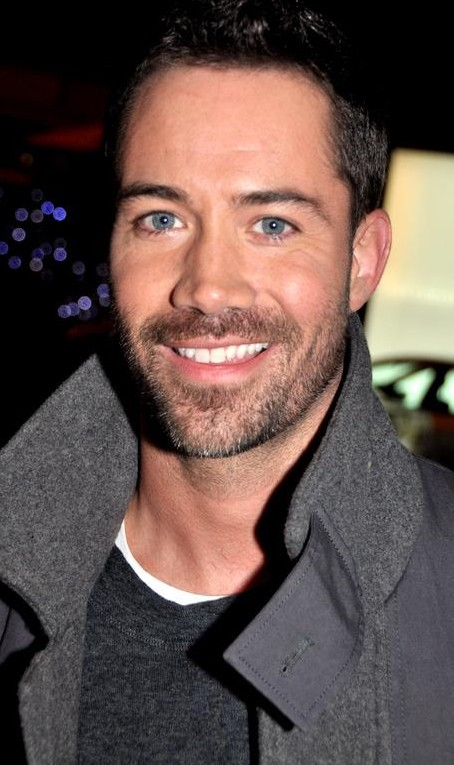
Emmanuel Moire en 2013.

## Juin
- 1er juin : Markus Persson, programmeur suédois et développeur de Minecraft.
- 2 juin : Morena Baccarin, actrice américano-brésilienne.
- 3 juin : Pierre Poilievre, homme politique canadien.
- 4 juin : Daniel Vickerman, joueur de rugby à XV australien († 18 février 2017).
- 5 juin :
  - Cristiano Júnior, footballeur brésilien († 5 décembre 2004).
  - Pete Wentz, compositeur, chanteur et bassiste du groupe Fall Out Boy.
- 10 juin : Iván Vicente, matador espagnol.
- 12 juin : 
  - Amandine Bourgeois, chanteuse française.
  - Damien Traille, joueur de rugby français.
- 13 juin :
  - Gustave Bahoken, footballeur camerounais
  - Tristane Banon, journaliste et auteure française
  - Mauro Esposito, footballeur italien
  - Andrew av Fløtum, footballeur international féroïen
  - François Fortier, joueur de hockey sur glace canadien
  - Rebecca Gilmore, plongeuse australienne
  - Yumari González, coureuse cycliste cubaine
  - Samantha James, chanteuse américaine
  - Damir Krupalija, joueur de basket-ball bosnien
  - Miguel Pate, athlète américain, spécialiste du saut en longueur
- 16 juin : Emmanuel Moire, chanteur et compositeur français.
- 17 juin : Frank Mugisha, militant ougandais pour les droits LGBT.
- 20 juin :
  - Ben, humoriste français.
  - Kiripi Katembo Siku, réalisateur, photographe et producteur congolais († 5 août 2015).
- 24 juin : Geoff Keighley, journaliste et présentateur de jeux vidéo canadien.
- 25 juin : Aydilge Sarp, autrice-compositrice-interprète et écrivaine turque.
- 26 juin : 
  - Zoé Kabila, homme politique congolais.
  - Claude Dartois, aventurier français.
- 30 juin : Sylvain Chavanel, coureur cycliste français.

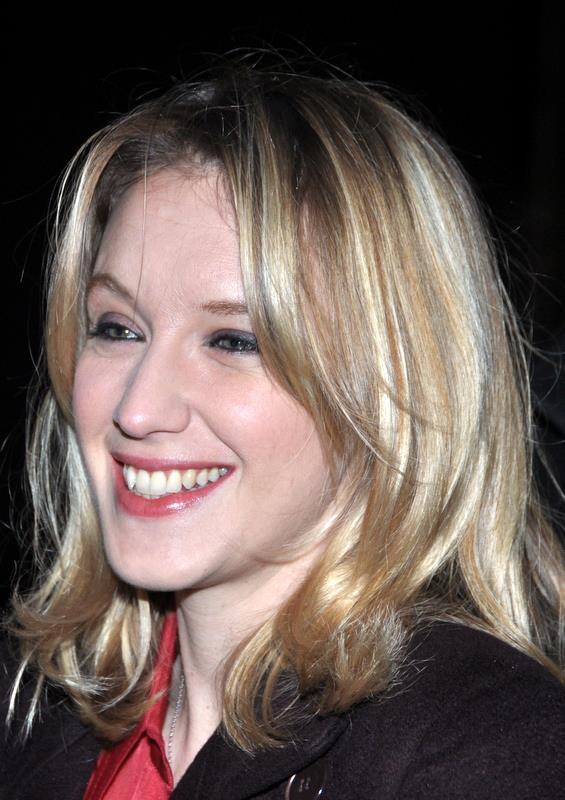
Ludivine Sagnier en 2013.

## Juillet
- 1er juillet : Lanelle Tanangada, femme politique salomonienne.
- 3 juillet : Ludivine Sagnier, actrice française.
- 5 juillet : Amélie Mauresmo, joueuse de tennis française.
- 6 juillet : Kevin Hart, comédien et acteur américain.
- 7 juillet : Yann Arnaud, acrobate français († 18 mars 2018).
- 9 juillet : Suzanne Stokes, modèle de charme et une actrice américaine.
- 10 juillet : Gong Ji-chul (Gong Yoo), acteur et mannequin sud-coréen.
- 15 juillet : Laura Benanti, actrice et chanteuse américaine.
- 16 juillet :
  - Jayma Mays, actrice américaine.
  - Rafaelillo (Rafael Rubio Luján), matador espagnol.
- 18 juillet : Sánchez Vara, matador espagnol.
- 20 juillet :
  - Anaïs Baydemir, présentatrice météo franco-turque.
  - Jung Young-a, pongiste sud-coréenne.
- 21 juillet : Caroline Ithurbide, journaliste et animatrice de télévision française.
- 23 juillet : Perro Aguayo Jr., catcheur et promoteur de catch mexicain († 21 mars 2015).
- 24 juillet : 
  - Rose Byrne, actrice australienne
  - Michael Goldman, entrepreneur français et directeur de la Star Academy 2022
- 27 juillet :
  - Marielle Franco, sociologue, femme politique et militante féministe des droits humains et LGBT brésilienne († 14 mars 2018).
  - Gürkan Küçüksentürk, acteur néerlandais.
  - Shannon Moore, catcheur professionnel de la WWE.
- 28 juillet : Vladimir Kouzmitchev, footballeur soviétique puis russe († 24 septembre 2016).
- 31 juillet : Carlos Marchena, footballeur espagnol.

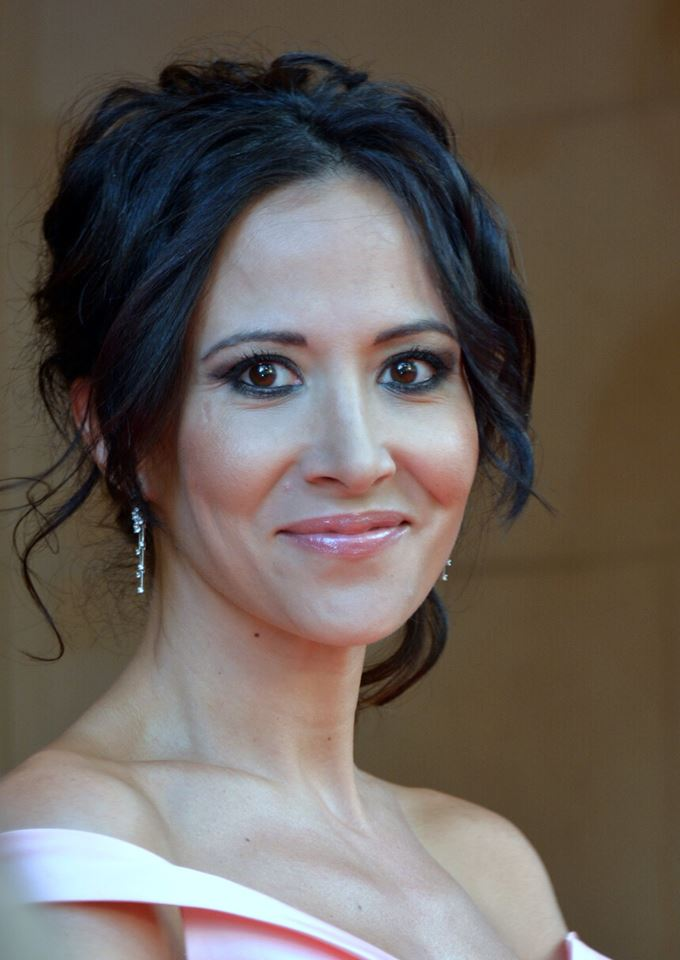
Fabienne Carat en 2018.

## Août
- 1er août : Jason Momoa, acteur, producteur, scénariste, mannequin et réalisateur américain d'origine océanienne.
- 3 août : Evangeline Lilly, actrice canadienne.
- 4 août : Temir Jumakadyrov, homme politique kirghize († 7 octobre 2017).
- 8 août : Sara Cunial, femme politique italienne.
- 13 août : Kasia Smutniak, modèle et actrice polonaise.
- 14 août : Jamie Parker, comédien anglais.
- 15 août : Zelimkhan Khangoshvili officier géorgien d'origine tchétchène († 23 août 2019).
- 19 août : Morsay, rappeur et provocateur français d'origine algérienne.
- 24 août : Fabienne Carat, actrice, humoriste et chanteuse française.
- 25 août : Philipp Missfelder, homme politique allemand († 13 juillet 2015).
- 27 août :
  - Aaron Paul, acteur américain.
  - "El Capea" (Pedro Gutiérrez Lorenzo), matador espagnol.
- 29 août : Maïté Schwartz (en), actrice de cinéma et de télévision américaine.
- 30 août : 
  - Marin Ireland, actrice américaine.
  - Niki Chow, actrice et chanteuse hongkongaise.
- 31 août :
  - Mickie James catcheuse de la TNA.

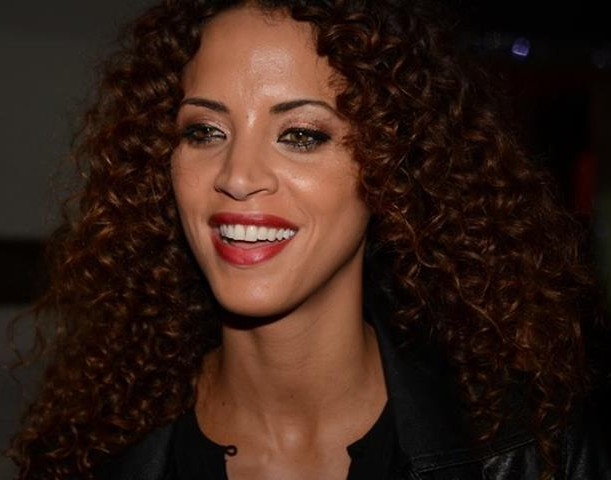
Noémie Lenoir en 2014.

  - Marie Warnant, chanteuse belge.
  - Yara Martinez, actrice américaine

## Septembre
- 1er septembre : Nadjib Toubal, footballeur algérien.
- 2 septembre : Antonia Klugmann, cuisinière italienne.
- 6 septembre : 
  - Nicola Gigli, mathématicien italien.
  - Dzyanis Kowba, footballeur biélorusse († 18 novembre 2021).
- 8 septembre : Pink, chanteuse américaine.
- 9 septembre : 
  - Matisyahu, chanteur américain.
  - Nikki DeLoach, actrice et chanteuse américaine.
- 10 septembre : Tokitenkū Yoshiaki, lutteur de sumo japonais († 31 janvier 2017).
- 11 septembre : Éric Abidal, footballeur français.
- 12 septembre :
  - Sergio Martínez, matador espagnol.
  - Azek, graffeur français.
- 13 septembre :
  - Fernando Robleño, matador espagnol.
  - Catalina Cruz, actrice pornographique américaine.
- 16 septembre : Flo Rida, chanteur et rappeur américain.
- 17 septembre : 
  - Chuck Comeau, batteur canadien du groupe Simple Plan.
  - Billy Miller, acteur américain († 15 septembre 2023).
- 18 septembre : Ashraf Sinclair, acteur anglo-malaisien naturalisé indonésien († 18 février 2020).
- 19 septembre : 
  - Matthieu Tribes, acteur, réalisateur et scénariste français.
  - Noémie Lenoir, top-model et actrice française.
- 20 septembre : Gil Alma, acteur français.
- 21 septembre : Rakel Liekki, journaliste finlandaise.
- 22 septembre : 
  - Michael Graziadei, acteur américano-allemand.
  - Roberto Saviano, écrivain et journaliste italien.
- 24 septembre : Katja Kassin, actrice pornographique allemande.
- 25 septembre : Michele Scarponi, coureur cycliste italien († 22 avril 2017).
- 28 septembre : Bam Margera, skateboarder américain.
- 29 septembre : Zarouhi Batoian, femme politique arménienne.

## Octobre
- 1er octobre : 
  - Curtis Axel, catcheur américain.
  - Marielle Heller, actrice, réalisatrice et scénariste américaine.
- 2 octobre : 
  - "Morante de la Puebla" (José Antonio Morante Camacho), matador espagnol.
  - Karine Schrenzel, femme d'affaires et entrepreneure française.
- 3 octobre : 
  - Camille Delamarre, monteur, réalisateur, scénariste, producteur et acteur français.
  - Reno Lemaire, auteur de bande dessinée français.
  - Kyle MacDonald, canadien ayant échangé un trombone contre une maison.
  - John Morrison, catcheur professionnel américain.
- 6 octobre :
  - Jakuta Alikavazovic, femme de lettres française.
  - David di Tommaso, footballeur français († 29 novembre 2005).
- 7 octobre :
- Aaron et Shawn Ashmore, acteurs canadiens.
- 8 octobre : Kristanna Loken, actrice américaine.
- 9 octobre : DJ Rashad, compositeur et disc-jockey américain de musique électronique († 26 avril 2014).
- 11 octobre : Larusso, chanteuse française.
- 12 octobre :
  - Renato Sulić, handballeur croate.
  - Meriem Adjmi, judokate algérienne.
- 13 octobre : 
  - Arno Wallaard, coureur cycliste néerlandais († 28 février 2006).
  - Mamadou Niang, footballeur sénégalais.
- 14 octobre : Stacy Keibler, actrice, ex-catcheuse et ex-mannequin américaine.
- 15 octobre : 
  - Robert Baker, acteur américain.
  - Marie-Claude Bourbonnais, modèle, costumière et cosplayeuse canadienne.
- 17 octobre : Kimi Räikkönen, coureur automobile finlandais.
- 18 octobre : 
  - Ne-Yo, chanteur américain.
  - Matthieu Lartot, journaliste français.
- 20 octobre : 
  - John Krasinski, acteur et réalisateur américain.
  - Joe Tödtling, cascadeur et acteur autrichien
- 25 octobre : 
  - João Lucas, footballeur portugais († 26 mai 2015).
  - Maëlig Duval, autrice française.
  - Mariana Klaveno, actrice américaine.
  - Sarah Thompson, actrice américaine.
- 27 octobre : Léa Salamé, journaliste franco-libanaise.
- 28 octobre : Jawed Karim, informaticien et entrepreneur germano-américain.
- 29 octobre : Olivier Barthélémy, acteur français.
- 30 octobre : 
  - Paul Telfer, acteur écossais.
  - Xavier Espot Zamora, homme politique andorran.
- 31 octobre : Niña Ruiz Abad, servante de Dieu philippine († 16 août 1993).

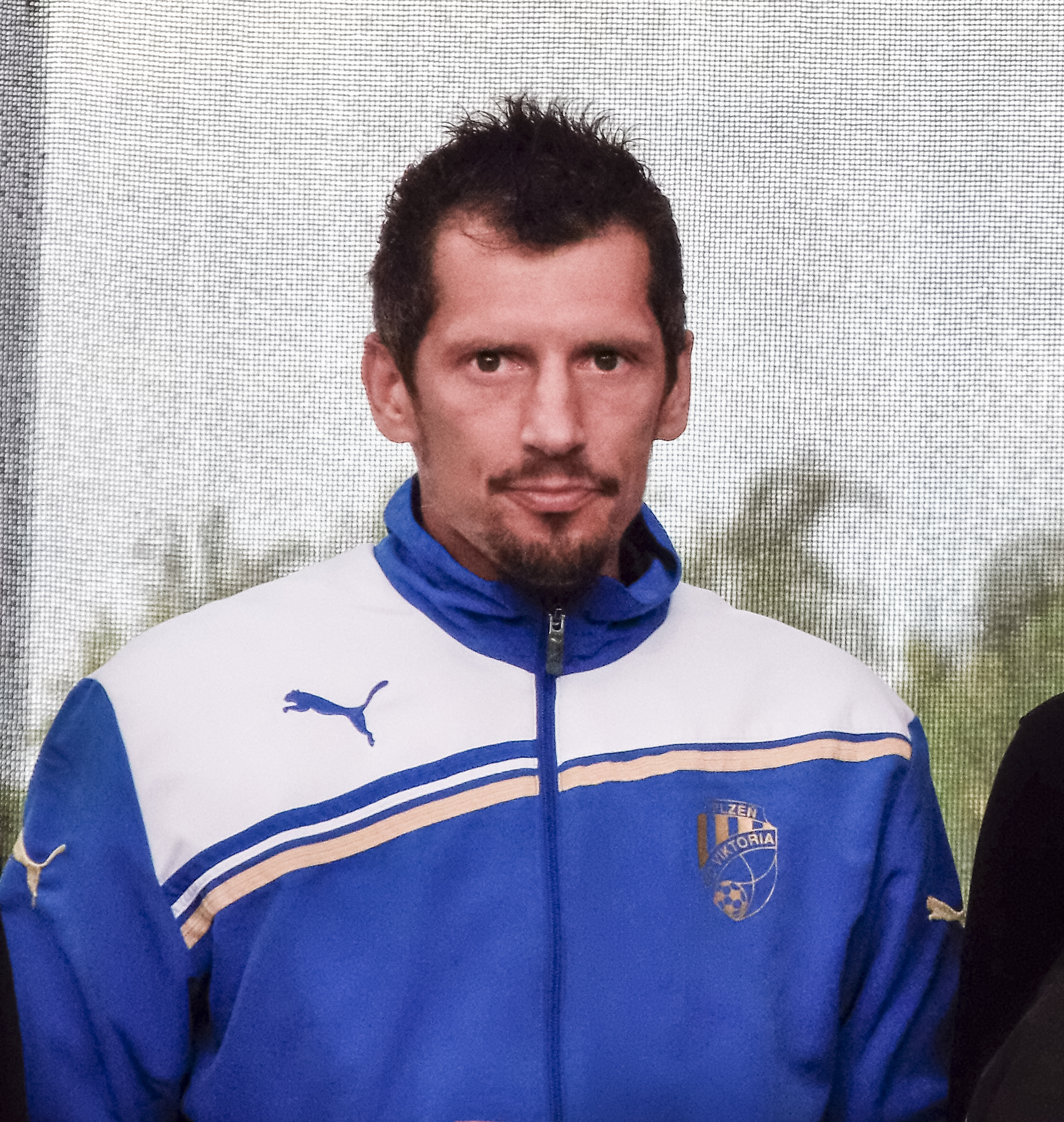
Marián Čišovský en 2013.

## Novembre
- 2 novembre : Marián Čišovský, footballeur slovaque († 28 juin 2020)
- 3 novembre : Nguyễn Thúy Hiền, athlète vietnamienne de wushu taolu.
- 5 novembre : Tarek Boudali, acteur, scénariste et réalisateur français.
- 7 novembre : Rafael de Julia (Rafael Rodríguez Escribano), matador espagnol.
- 8 novembre : Derek Tsang, acteur hong-kongais.
- 9 novembre : Caroline Flack, animatrice de télévision anglaise († 15 février 2020).
- 10 novembre : Anthony Réveillère, footballeur français.
- 12 novembre : Cote de Pablo, actrice, chanteuse et réalisatrice américano-chilienne.
- 13 novembre : Riccardo Scamarcio, acteur italien.
- 14 novembre : Olga Kurylenko, actrice française.
- 15 novembre : Intan Paramaditha, autrice indonésienne.
- 17 novembre : Fabrice Salanson, coureur cycliste français († 3 juin 2003).
- 19 novembre : Katherine Kelly, actrice britannique.
- 26 novembre :
  - Hilary Hahn, violoniste américaine.
  - Helene Knoop, peintre norvégienne.
  - Julien Ingrassia, copilote de rallye français.
- 28 novembre :
  - Chamillionaire, rappeur américain.
  - Helena Dretar Karić, pongiste croate.
  - Daniel Henney, acteur et mannequin américain.
- 29 novembre :
  - Abdoulaye Soulama, footballeur burkinabè († 27 octobre 2017).
  - The Game, rappeur américain.
- 30 novembre : Dale Stewart, chanteur et guitariste sud-africain.

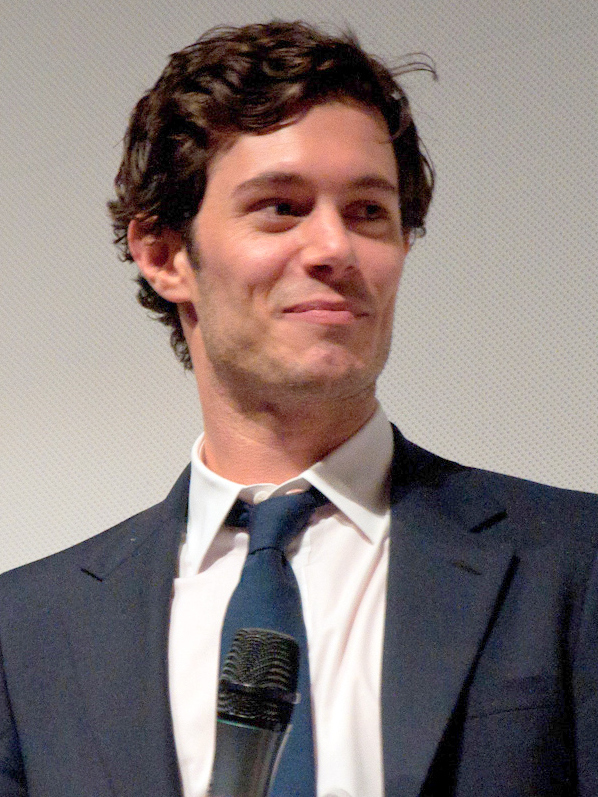
Adam Brody en 2011.

## Décembre
- 2 décembre : Shaswar Abdulwahid, homme d'affaires irakien.
- 3 décembre : Kjersti Annesdatter Skomsvold, écrivaine norvégienne.
- 5 décembre :
  - Matteo Ferrari, footballeur italien.
  - Michael Gruber, coureur du combiné nordique autrichien.
  - Niklas Hagman, joueur de hockey sur glace finlandais.
  - Catherine Houlmont, tireuse sportive française.
  - Khumiso Ikgopoleng, boxeur botswanais.
  - Ayşegül Pehlivanlar, tireuse sportive turque.
  - Nick Stahl, acteur américain.
  - Cristina Vărzaru, handballeuse roumaine.
  - Andrzej Wójs, céiste polonais.
- 7 décembre : Ana Campoy, écrivaine espagnole.
- 10 décembre : Sara Mortensen, actrice franco-norvégienne.
- 14 décembre : Michael Owen, footballeur anglais.
- 15 décembre : Adam Brody, acteur et chanteur américain.
- 16 décembre : Luke Harper, catcheur américain († 26 décembre 2020).
- 17 décembre : Ryan Key, chanteur américain.
- 21 décembre :
  - Steve Montador, joueur de hockey sur glace canadien († 15 février 2015).
  - Guillaume Sentou, humoriste français.
  - Nika Melia, homme politique géorgien.
- 22 décembre : 
  - Nicolas Buissart, artiste belge.
  - César Hidalgo, physicien chilien.
- 28 décembre : Rob Stewart, photographe animalier et réalisateur canadien († 31 janvier 2017).
- 30 décembre :
  - Tona Brown, violoniste afro-américaine.
  - Yelawolf, rappeur américain.

## Date inconnue
- Béatrice Cherrier, chercheuse française.
- Leanne Cullen-Unsworth, biologiste britannique du milieu maritime.
- Angélica Dass, photographe brésilienne.
- Bader Al Kharafi, homme d'affaires koweïtien.
- Hari Budha Magar, alpiniste népalais, le premier à gravir une montagne de plus de 6 000 m.
- Mariam al-Mansouri, première femme pilote de chasse émiratie.
- Lucy McRae, artiste britanno-australienne.
- Ana Flávia Magalhães Pinto, historienne brésilienne.
- Yasmin Rasyid, militante écologiste malaisienne.
- Adèle Tariel, autrice française.
- Mountazer al-Zaïdi, journaliste irakien, célèbre pour avoir lancé ses chaussures sur George Bush.